# دایکی اویزومی
دایکی اویزومی (انگلیسی: Daiki Oizumi؛ زادهٔ ۳۰ ژوئن ۱۹۸۹) بازیکن فوتبال اهل ژاپن است.